# Església de la Mare de Déu del Pilar (Tírig)
L'església de la Mare de Déu del Pilar de Tírig, a la comarca de l'Alt Maestrat, és un lloc de culte catalogat com a Bé de Rellevància Local, amb la categoria de Monument per declaració genèrica, amb codiː 12.02.111.001, segons la Disposició Addicional Cinquena de la Llei 5/2007, de 9 de febrer, de la Generalitat, de modificació de la Llei 4/1998, d'11 de juny, del Patrimoni Cultural Valencià (DOCV Núm. 5.449 / 13/02/2007).
L'església se situa en el nucli poblacional de Tírig, a la plaça del “País Valencià”, i es va construir en el mateix terreny en el qual havia existit amb anterioritat una altra església de menor grandària de la qual solament es conserva la part inferior de l'actual torre campanar.
El titular de l'Església és Sant Jaume, igual que l'era el titular del temple anterior, quedant constància d'això en els documents existents de la visita pastoral que es feu en 1769.
S'explica que a l'antiga església estaven situats els sepulcres de familiars d'algunes conegudes famílies de la zona, tals com els “Alcàsser”, “Rodes” o els “Tosques”; uns localitzats a l'interior mateix del temple, uns altres en el cementiri que existia al seu al voltant.
La torre campanar, que presenta un curiós rellotge de sol en el qual estan dibuixats els signes del zodíac, va ser rehabilitada en 2002 aprofitant que dues de les seves tres campanes (les anomenades “Quiteria” –que és la més gran- i “Pilar” –que era la més petita-) van haver de ser traslladades per a la seva reparació a Alemanya. La tercera campana, coneguda com a “Europa”, que presenta també gran grandària, és la que ocupa el lloc més elevat de la torre campanar.
Destaquen en el seu interior les pintures murals datades del segle xviii.